# Cáo Ruì
Cao Ruì (曹叡T, Cáo RuìP; 205 – 22 gennaio 239) fu il secondo imperatore del Regno Wei, figlio di Cao Pi.
Come imperatore cinese (titolo allora conteso) fu conosciuto con il nome di imperatore Ming di Wei (魏明帝T, Wèi MíngdìP). Il suo nome di cortesia era Yuánzhòng (元仲).

## Biografia

### Infanzia e inizio di carriera
Alla nascita di Cao Ruì (avvenuta nel 205), suo nonno Cáo Cāo era il principale signore della guerra cinese, tale da avere reso l'imperatore Xian di Han niente più che una figura cerimoniale senza potere effettivo. Cao Ruì era figlio di Cao Pi e Zhen Luo, precedente moglie di Yuan Xi, tanto che i detrattori della famiglia Cao mossero illazioni secondo cui Cao Ruì fosse il figlio biologico di Yuan Xi, anche se ciò non è mai stato confermato.
Dopo la morte di Cáo Cāo, nel 220 Cao Pi costrinse l'imperatore Xian ad abdicare a suo favore, prendendo il controllo della Cina settentrionale e fondando il Regno Wei, mentre più a sud si creavano i regni del Shu e di Wu. Tuttavia, Cao Ruì, pur essendo figlio primogenito di Cao Pi, non divenne subito erede al trono: suo padre, infatti, aveva costretto Zhen Luo a suicidarsi e aveva sposato la concubina Guo Nüwang. Di conseguenza, Cao Ruì venne semplicemente nominato principe di Pingyuan nel 222. Durante il principato, sposò dama Yu.
C'è una leggenda che vorrebbe spiegare la ragione mitica per cui Cao Ruì non fu nominato erede al trono. Si dice che, durante una caccia, Cao Pi e Cao Ruì incontrarono una cerva madre con un giovane cervo. Cao Pi scoccò una freccia e uccise la madre, quindi ordinò a suo figlio di colpire il giovane cervo. Si dice che, addolorato, Cao Ruì abbia risposto: "Vostra Maestà Imperiale ha già ucciso la madre, e io non ho il cuore di uccidere anche il figlio".
Nel 226, dopo che Cao Pi si fu gravemente ammalato, finalmente nominò Cao Ruì erede al trono e morì poco dopo, lasciando al figlio il controllo del Regno Wei; all'epoca, egli aveva solo 21 anni.

### Imperatore del Cao Wei
Il regno di Cao Ruì fu tra i più contraddittori della storia cinese. Egli era capace e intelligente, ma non si applicò mai del tutto né nel governo del Cao Wei, né nelle campagne militari che condusse. Fu capace tanto di grande compassione, quanto di crudeltà inaudita. Nonostante l'opposizione di suo zio Cao Zhi, egli colpì duramente i principi posti al potere da Cao Pi, il che è visto dagli storici tradizionali come la causa del declino del Cao Wei, specialmente visto che al loro posto nominò il reggente Sima Yi e alcuni suoi parenti, aprendo la strada per l'ascesa della dinastia Sima.
Cao Ruì si impegnò per porre i giusti funzionari nei giusti uffici, affinché il suo impero fosse il più efficiente possibile. Cercò continuamente il consiglio dei suoi funzionari migliori ed è ricordato come un sovrano prudente, che tentava sempre di evitare i rischi maggiori. Fu inoltre un promotore della letteratura e delle arti.
Tuttavia, al contempo, il suo desiderio di costruire giganteschi palazzi e maestosi templi, nonché la sua sfrenata passione per le concubine, prosciugarono nel tempo le casse statali. Cao iniziò sostituendo i vecchi palazzi ed i templi di Luoyang, fatti erigere da Dong Zhuo, con nuovi edifici mastodontici e maestosi, ma andò oltre, promuovendo la costruzione di edifici del genere in tutto il Cao Wei. Nel 237, ordinò lo spostamento a Luoyang delle statue costruite a Chang'an dall'imperatore Wu di Han, che richiese un inaudito costo in denaro e vite umane. Nello stesso anno, compì un'azione mai compiuta (e mai ripetuta) nella storia cinese: fece costruire un tempio in suo onore ed ordinò che non fosse mai distrutto in futuro (secondo la tradizione confuciana, con l'eccezione dei templi dedicati ai fondatori delle dinastie, i templi dei capifamiglia dovevano essere demoliti dopo sei generazioni). Inoltre, fece costruire statue di bronzo raffiguranti la sua immagine e le pose all'interno dei propri palazzi, circondandole di giardini composti da piante e animali rari.
Sempre nel 237, un decreto imperiale rese concubine dell'imperatore le donne più belle del Cao Wei, anche se sposate. Si stima che Cao Ruì abbia avuto ben mille concubine.
A differenza di suo padre (che aveva tentato di conquistare i due regni rivali), Cao Ruì preferì trincerarsi nel Cao Wei, compiendo poche campagne militari.

### Attacchi dallo Shu Han
La prima minaccia che Cao Ruì si trovò ad affrontare furono gli attacchi da parte dello Shu Han, allora guidato dal reggente Zhuge Liang, che, dopo avere mantenuto una posizione più neutrale durante il regno di Cao Pi, non esitò ad attaccare una volta giunto al potere il nuovo imperatore. L'opinione dominante di allora, che lo Shu Han fosse debole e impreparato e che sarebbe stato naturalmente assorbito dal Cao Wei, fu smentita dalle operazioni militari di Zhuge Liang.
Sapendo che Zhuge mirava alla conquista di Chang'an, Cao Ruì adottò sempre la tattica di spostare gran parte dell'esercito nella città, assegnando capaci generali alla difesa dei confini del Cao Wei. Questa tattica si rivelò efficace, in quanto gli permise di controllare tanto il fronte quanto le zone centrali dell'impero. Grazie a questo, le campagne di Zhuge Liang si rivelarono perlopiù inutili e, dopo la sua morte, avvenuta nel 234, il suo successore Jiang Wan preferì abbandonare la conquista del Cao Wei.
Nonostante continue scaramucce di confine, fu grazie alla vittoria su Zhuge Liang che Cao Ruì non vide altre invasioni su larga scala da parte dello Shu Han per il resto del suo regno.

### Scontri con il Regno Wu
Durante il regno di Cao Ruì, il Regno Wu tentò continuamente di penetrare nei confini del Cao Wei, ma ancora una volta le capacità dell'imperatore riuscirono ad evitare che questa minaccia sfociasse in conseguenze disastrose per il suo impero. Egli riuscì più volte a sconfiggere gli eserciti di Sun Quan senza abbisognare di rinforzi, e affidò il controllo militare dei confini con il Regno Wu al suo capace stratega Man Chong, il quale riuscì a infliggere altre pesanti sconfitte al nemico.
Nel 228, il generale Zhou Fang del Regno Wu annunciò al governatore meridionale Cao Xiu del Cao Wei che era pronto ad arrendersi a lui. Cao Ruì accolse entusiasticamente la notizia ed ordinò al governatore di accogliere i disertori. Tuttavia, si trattava di una trappola e solo la prontezza del generale Jia Xui salvò le poche forze rimaste di Cao Xiu (e la vita del governatore stesso) dalla distruzione totale.
L'attacco principale del Regno Wu giunse nel 234, quando le sue armate invasero il Cao Wei approfittando delle Spedizioni Settentrionali di Zhuge Liang. Anche durante quest'invasione, Cao Ruì riuscì a coordinare tanto le forze che combattevano contro Zhuge Liang, quando quelle che contenevano l'invasione del Regno Wu, impedendo ad entrambi di conseguire vittorie significative fino a costringerli alla ritirata.

### Campagna contro il Liaodong
L'unica campagna militare offensiva degna di nota condotta da Cao Ruì fu quella contro il Liaodong (moderno Liaoning), sotto il controllo della famiglia Gongsun dal 190, quando se ne impadronì il signore della guerra Gongsun Du. Nel 228, Gongsun Yuan usurpò Gonsun Gong e propose a Cao Ruì di divenire suo vassallo. Benché il generale Liu Ye avesse proposto di invadere il Liaodong finché ancora aveva divisioni interne, Cao Ruì accettò e nominò Gongsun Yuan governatore della Commanderia del Liaodong.
Nel 232, infastidito dal fatto che il Liaodong intrattenesse relazioni autonome con il Regno Wu, cui vendeva cavalli da guerra, Cao Ruì ordinò ai generali Tian Yu e Wang Xiong di invadere il Liaodong. L'invasione fu di poco successo, ma Tian Yu riuscì a distruggere una flotta carica di cavalli da guerra in rotta per il Regno Wu. A seguito di ciò, Gongsun Yuan rimase al servizio di Cao Ruì, anche se le relazioni fra i due deteriorarono drasticamente.
L'anno successivo, temendo che il Cao Wei avrebbe nuovamente invaso il Liaodong per annetterlo, Gongsun Yuan inviò ambascerie presso l'imperatore di Wu, Sun Quan, offrendogli il Liaodong. Sun fu entusiasta del fatto e nominò subito Gongsun principe di Yan, onorandolo inoltre con le nove dignità. Tuttavia, sapendo che il Regno Wu sarebbe stato di scarso aiuto in caso di attacco del Cao Wei, Gongsun Yuan operò uno sfacciato voltafaccia e assassinò gli ambasciatori di Sun Quan, catturando le sue truppe; in cambio, Cao Ruì lo nominò duca di Lelang.
Pur avendo premiato Gongsun Yuan, Cao Ruì non si fidava di lui, in quanto temeva che, come aveva tradito Sun Quan, avrebbe potuto tradire pure lui. Così, nel 237 progettò nuovamente di invadere il Liaodong e affidò al generale Guanqiu Jian, quindi invitò Gongsun Yuan a Luoyang per una visita ufficiale. Intuendo il pericolo, egli rifiutò e proclamò l'indipendenza del Liaodong. Guanqiu invase la regione subito dopo, ma fu frenato da piogge torrenziali e costretto a ritirarsi. Covando vendetta, Gongsun Yuan si alleò con i ribelli xianbei per attaccare il Cao Wei.
Nel 238, Cao Ruì affidò a Sima Yi il compito di condurre la campagna. Gongsun chiese aiuto al Regno Wu, ma Sun Quan si rifiutò di inviargli qualsiasi supporto effettivo. Sima Yi ebbe la stessa sfortuna di Guanqiu Jian, in quanto incontrò pesanti piogge torrenziali, ma riuscì a proseguire e a stringere d'assedio la città di Xiangping (moderna Liaoyang), capitale del Liaodong. Dopo quasi tre mesi di assedio, Xiangping cadde e Gongsun Yuan, in fuga, venne catturato dalle truppe di Sima Yi, il quale lo fece giustiziare.

### Problemi di successione
Dopo essere stato incoronato imperatore, Cao abbandonò sua moglie, la principessa Yu, e sposò quella che sarebbe divenuta l'imperatrice Mao, una sua precedente concubina; egli la amava sinceramente e donò a molti suoi parenti importanti cariche onorifiche (ma prive di potere reale). Nonostante il suo felice rapporto con lei, e la sua passione per le concubine, non riuscì ad avere figli che sopravvivessero all'adolescenza e, quindi, la successione traballò pericolosamente. Cao fu quindi costretto ad adottare due figli, Cao Fang e Cao Xun, nominandoli entrambi principi nel 235.
Nel 237, Cao avviò un rapporto regolare con la consorte Guo, all'insaputa di sua moglie. Dopo un incontro amoroso con la consorte, l'imperatrice chiese al marito spiegazioni in merito. Cao si infuriò a tal punto che fece giustiziare un gran numero di suoi funzionari accusati di avere divulgato la notizia e ordinò alla sua stessa moglie di suicidarsi; tuttavia, ella fu sepolta con tutti gli onori imperiali e le cariche onorifiche dei suoi parenti non furono rimosse.
Nel 238, Cao si ammalò gravemente. Lo stesso anno, sposò quella che divenne l'imperatrice Guo per permetterle di regnare come imperatrice vedova dopo la sua morte. Inizialmente, meditò di affidare la reggenza del suo successore Cao Fang a Xiahou Xian, Qin Lang e ai parenti Cao Shuang e Cao Zhao. Tuttavia, su consiglio di Liu Fang (rivale di Xiahou Xan e Cao Zhao), nominò reggenti Cao Shuang e Sima Yi. Il 22 gennaio del 239 nominò Cao Fang (di appena otto anni) suo erede al trono e, poco più tardi lo stesso giorno, morì.

## Informazioni dinastiche
- Padre
  - Cao Pi (imperatore Wen di Wei)
- Madre
  - Zhen Luo
- Mogli
  - Principessa Yu di Pingyuan (222-227)
  - Imperatrice Mao (227-237)
  - Imperatrice Guo (237-239)
- Figli
  - Cao Jong (曹冏), principe di Qinghe (226), morto nel 226
  - Cao Mu (曹穆), principe di Fanyang (dal 228), morto nel 230
  - Cao Yin (曹殷) (nato nel 231, morto nel 232), postumo principe Ai di Anping
  - Cao Shu (曹淑) (nata e morta nel 232), postuma principessa di Pinguyan
- Figli adottati
  - Cao Fang (曹芳), principe di Qi (dal 235), erede al trono (dal 239), poi imperatore
  - Cao Xun (曹詢), principe di Qin (dal 235), morto nel 244